# James Frederick Joy

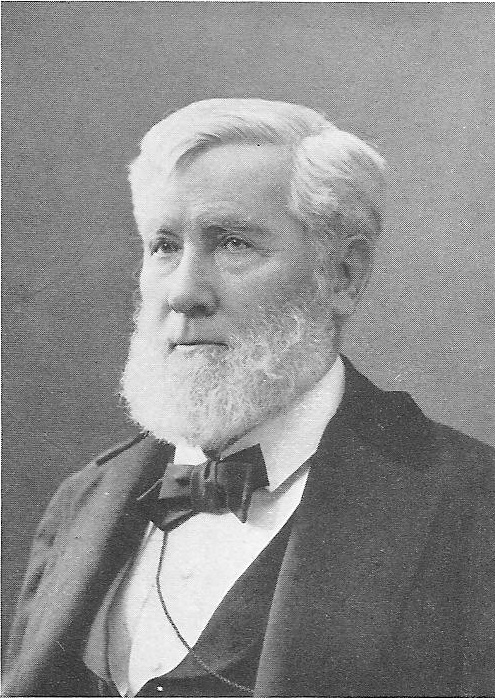
James Frederick Joy

James Frederick Joy (* 2. Dezember 1810 in Durham, New Hampshire; † 24. September 1896 in Detroit, Michigan) war ein US-amerikanischer Rechtsanwalt, Politiker und Eisenbahnmanager. Er war maßgeblich beteiligt an der Entwicklung der Chicago, Burlington and Quincy Railroad (CB&Q) zu einer der erfolgreichsten Eisenbahngesellschaften des 19. Jahrhunderts im Mittleren Westen der USA, die später Teil der Burlington Northern Railroad wurde und 1995 schließlich zur BNSF Railway fusionierte. Er errichtete ein Eisenbahnnetz von Chicago in den Südwesten bis nach Nebraska, Kansas und Missouri und war während seiner Laufbahn Präsident von über 20 Eisenbahngesellschaften, darunter jeweils zehn Jahre bei der CB&Q und Michigan Central Railroad. Zwischen 1861 und 1862 war er zudem Abgeordneter im Repräsentantenhaus von Michigan und von 1882 bis 1886 Mitglied des Board of Regents der University of Michigan.

## Jugendjahre und Jurastudium
James Frederick Joy war der Sohn von James Joy (1778–1857) und Sarah Pickering Joy (1781–1858). Sein Vater kam ursprünglich aus Groton in Massachusetts und war Nachfahre des Zimmermanns Thomas Joy (1611–1678), der 1636 aus England emigriert war, sich in Boston niederließ und hier 1657 das erste Rathaus an der Stelle des Old State House errichtete. James F. Joy besuchte in Durham die Schule und ging später ans Dartmouth College, wo er 1833 seinen Abschluss machte. Später studierte er an der Harvard Law School und wurde 1836 in die Massachusetts Bar Association aufgenommen. Es zog ihn daraufhin nach Detroit, wo er mit George F. Porter die Anwaltskanzlei Joy & Porter eröffnete. Joy arbeitete hier über 25 Jahre als Anwalt, aber schon Mitte der 1840er Jahre verlagerte sich sein Wirkungsfeld auf den Auf- und Ausbau der Eisenbahnen in Nordamerika.

## Eisenbahnmanager

### Michigan Central Railroad

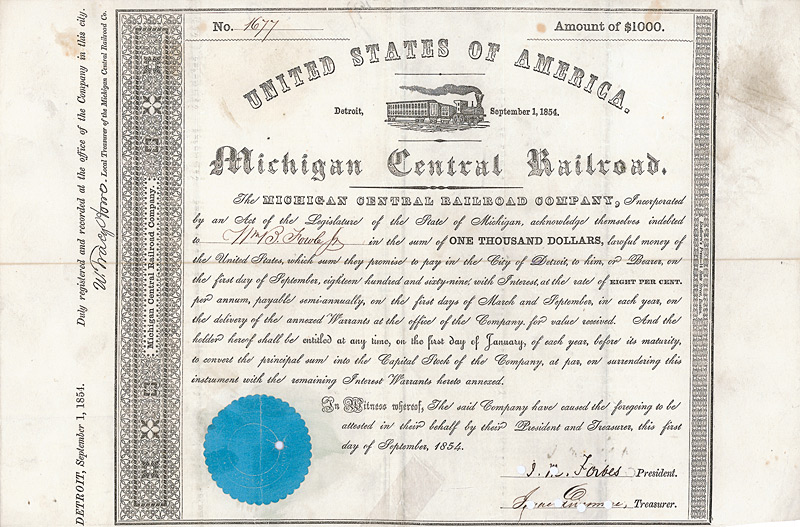
Anleihe der Michigan Central Railroad von 1854

Joys Aufstieg zu einem der einflussreichsten Eisenbahnmagnaten begann mit seinem Interesse an der staatlich geführten Central Railroad of Michigan, die 1837 vom neu gegründeten Bundesstaat Michigan erworben und seiner Ansicht nach schlecht finanziert und geleitet wurde. Nach finanziellen Schwierigkeiten Anfang der 1840er Jahre kam der Ausbau der Eisenbahngesellschaft ins Stocken und Joy vermittelte mit Unterstützung des Unternehmers John Murray Forbes aus Boston den Verkauf an private Investoren, was 1846 zur Neugründung der Michigan Central Railroad (MC) führte. Forbes wurde Präsident der Gesellschaft und Joy Rechtsbeistand. Unterstützt durch ausreichend Kapital schritt in der Folgezeit der Ausbau des Streckennetzes der MC voran, wobei Joy durch Übernahmen von kleineren Eisenbahngesellschaften die Ausdehnung bis nach Indiana und Illinois realisierte sowie 1852 durch ein Abkommen mit der Illinois Central Railroad den Zugang nach Chicago ermöglichte. Während dieser Zeit arbeitete er unter anderem auch mit Abraham Lincoln zusammen, der damals auch als Anwalt tätig war, woraus sich in der Folgezeit eine langjährige Freundschaft mit dem späteren Präsidenten der Vereinigten Staaten entwickelte. 1867 wurde Joy Präsident der MC und wirkte in dieser Funktion bis 1877.

### Chicago, Burlington and Quincy Railroad
In den 1850er Jahren sah Joy bei der Erschließung des Westens der USA profitable Expansionsmöglichkeiten für die Eisenbahn und baute ab 1852 beginnend mit der Chicago and Aurora Railroad – ab 1856 Chicago, Burlington and Quincy Railroad (CB&Q) – eine der erfolgreichsten Eisenbahngesellschaften des 19. Jahrhunderts in Amerika auf, deren Präsident er von 1853 bis 1857 und von 1865 bis 1871 war. Durch den Zusammenschluss mehrerer kleinerer Gesellschaften und finanziert durch Bostoner Unternehmer um John Murray Forbes, entstand ein Streckennetz von Chicago bis an die Ostgrenze von Iowa und Missouri, wo durch die Errichtung von Eisenbahnbrücken über den Mississippi River 1866–1868 in Burlington (Iowa) und Quincy (Illinois) die Westexpansion weiter voran getrieben wurde. Mit der von Joy schon 1857 erworbenen und bis 1859 nach Council Bluffs am Missouri River ausgebauten Burlington and Missouri River Railroad (Teil der CB&Q ab 1872) wurde eine Ost-West-Verbindungen durch Iowa an sein Netzwerk angeschlossen und mit der ebenfalls 1859 fertiggestellten Hannibal and St. Joseph Railroad nach Saint Joseph (Teil der CB&Q ab 1883) eine weitere durch Missouri zum gleichnamigen Fluss, der hier jeweils die Westgrenze der Bundesstaaten bildete. Zudem ließ er später mit der Kansas City, St. Joseph and Council Bluffs Railroad eine Nord-Süd-Verbindung entlang des Missouri River errichten, deren Präsident er von 1870 bis 1874 war.

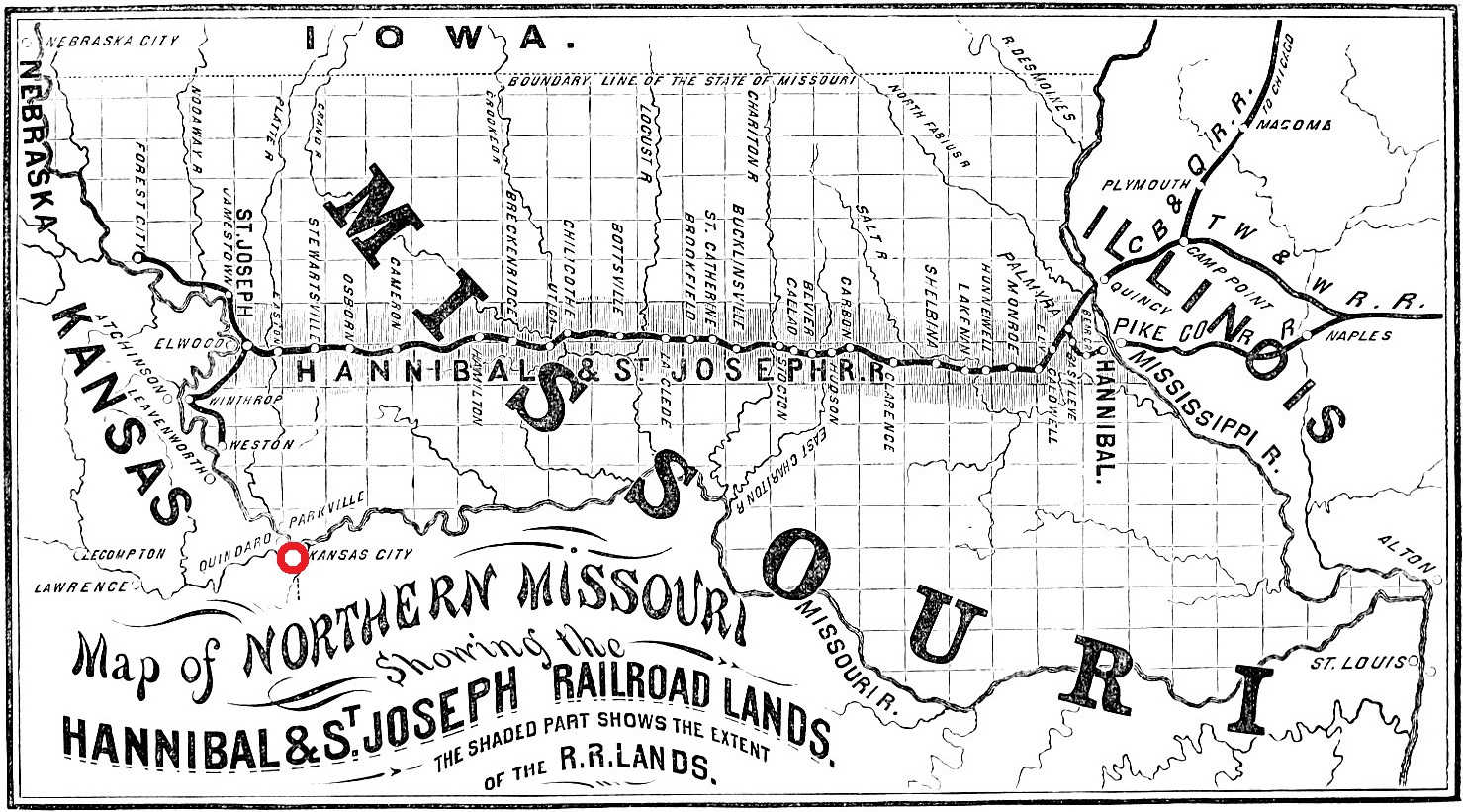
Die Hannibal and St. Joseph Railroad 1860, Joy realisierte 1869 den Anschluss von Cameron aus nach Kansas City  und ließ hier die erste Missouribrücke errichten (siehe Markierung  im CB&Q-Netz rechts)
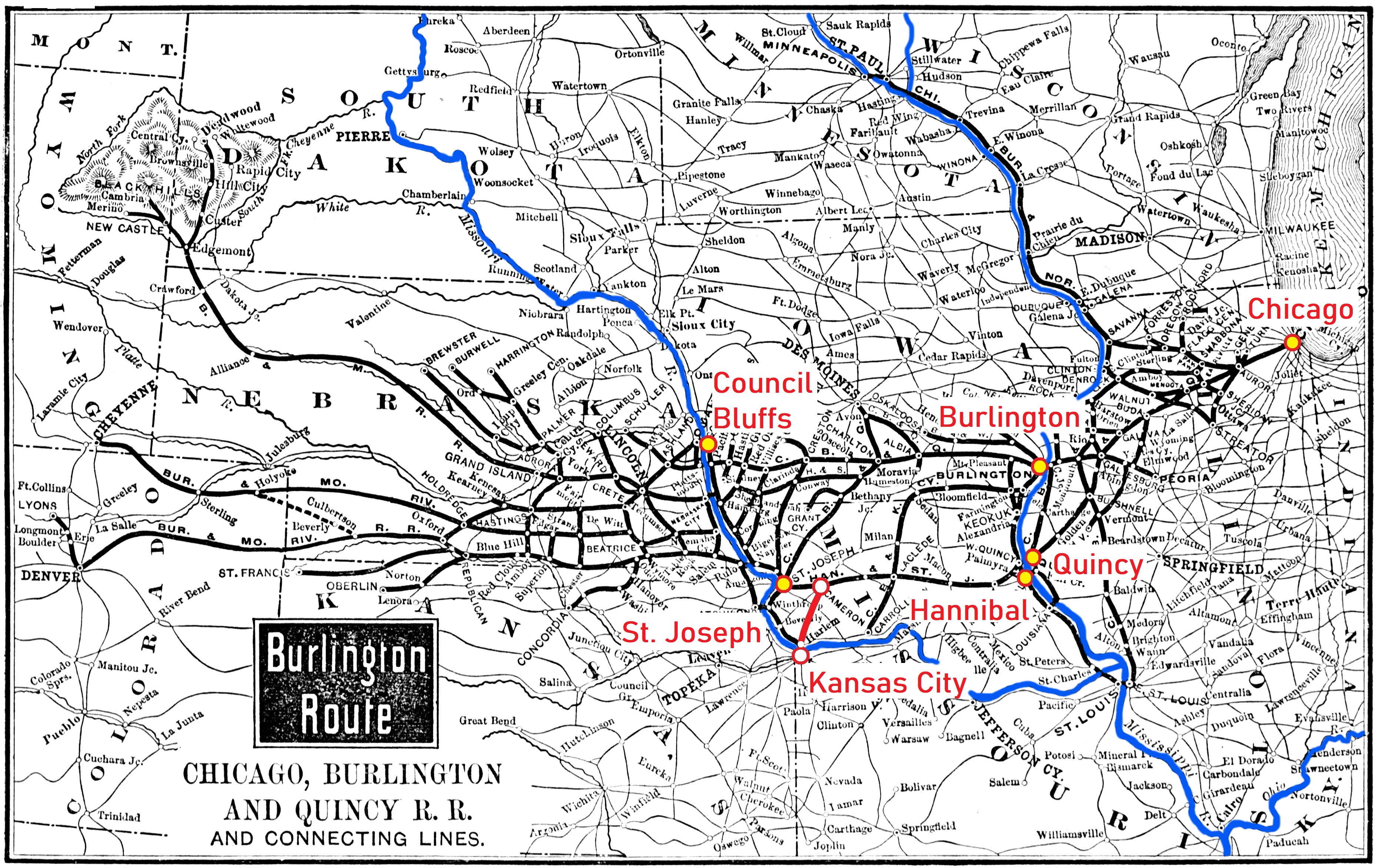
Streckennetz der CB&Q 1891, Joy erweiterte das Netz bis 1871 vom Mississippi bei Burlington und Quincy  westwärts zum Missouri nach Council Bluffs, Saint Joseph  und Kansas City

### Hannibal Bridge

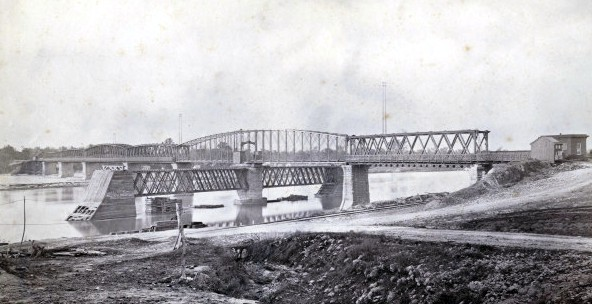
Die Hannibal Bridge von 1869 war die erste Brücke über den Missouri und förderte die rasante Entwicklung von Kansas City

Geschäftsleute aus Kansas City um den Politiker Robert T. Van Horn traten Mitte der 1860er Jahre nach dem Ende des Sezessionskrieges mit Joy in Kontakt, um einen Anschluss der Stadt im Osten an die Hannibal and St. Joseph Railroad in Cameron, Missouri, zu realisieren. Joy sah auch hier aufgrund der niedrigen Grundstückspreise und der möglichen Expansion in Richtung Golf von Mexiko ein rentables Investment, da Kansas City bisher nur von Süden durch die spätere Missouri Pacific Railroad bedient wurde. Durch die Lage von Kansas City am Südufer des Missouri Rivers war neben dem Bau der Kansas City and Cameron Railroad auch der Bau der ersten Brücke über den Fluss nötig, was in dieser damals weit abgelegenen Gegend die größte Herausforderung darstellte. Joy engagierte den Ingenieur und späteren Luftfahrtpionier Octave Chanute, der bis 1869 eine Fachwerkbrücke mit Drehbrücke aus Holz und Schmiedeeisen errichtete. Joy hatte zu jener Zeit auch den jungen George S. Morison an Chanute vermittelt, der gleich Joy an der Harvard Law School studiert hatte, aber Ingenieur werden wollte. Nach seinem ersten Bauprojekt mit Chanute sollte er einer der führenden Experten für Eisenbahnbrücken werden und errichtete bis 1901 noch mehr als 20 weitere Brücken über die Flussläufe des Missouri, Mississippi und Ohio, davon sechs für die CB&Q.

### Weitere Aktivitäten

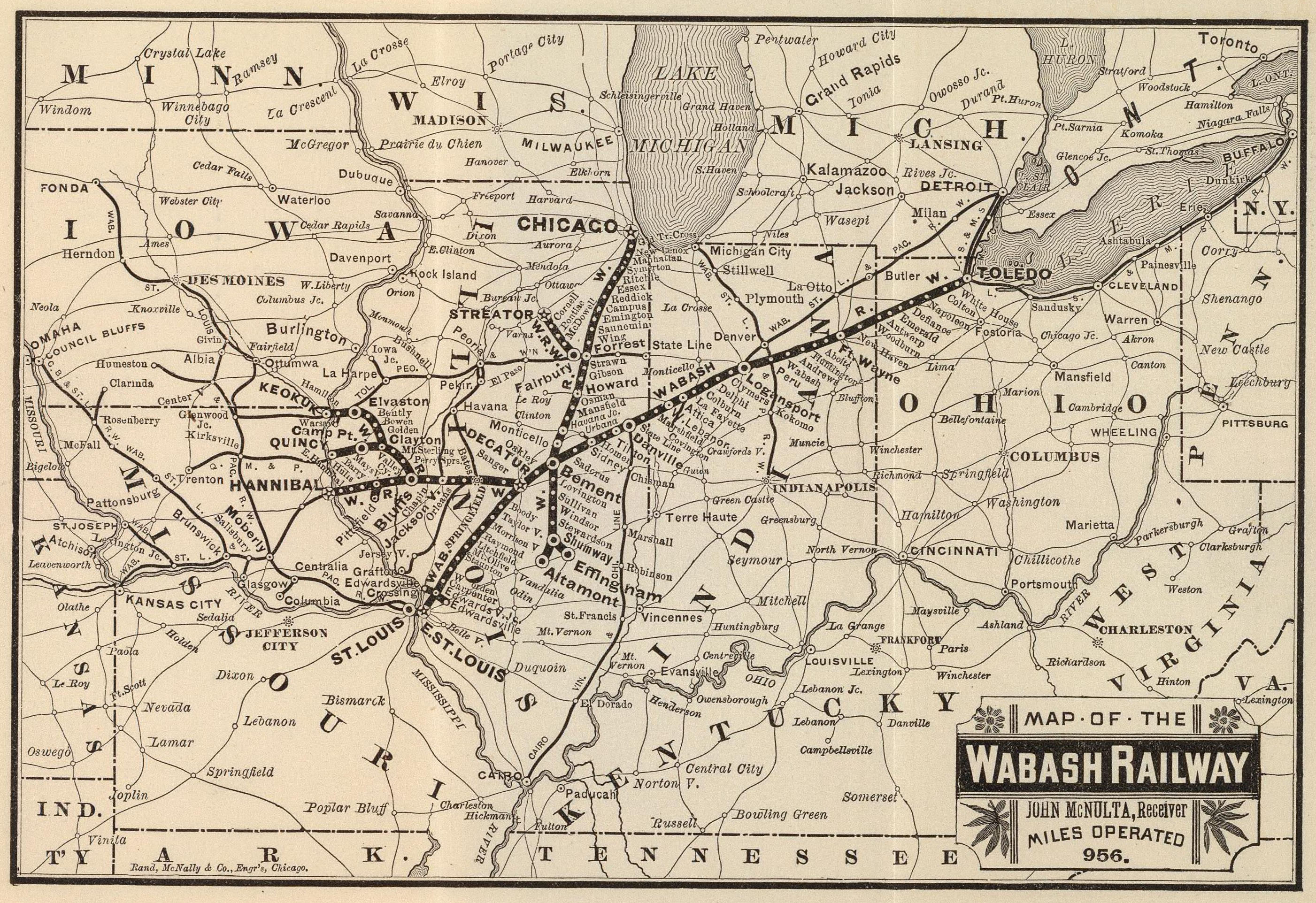
Netz der Wabash Railroad 1887

1870 veräußerten die Investoren von der Ostküste gegen den Willen von Joy die Hannibal and St. Joseph Railroad an Jay Gould, woraufhin Joy sein Engagement bei der CB&Q beendete; die Eisenbahngesellschaft wurde aber 1883 schließlich Teil der CB&Q. Er widmete sich dann neben dem Ausbau kleinerer Gesellschaften – westwärts nach Nebraska und Kansas sowie in den Süden Missouris – seiner Präsidentschaft bei der Michigan Central Railroad, musste aber auch hier nach der Übernahme durch William Henry Vanderbilt 1876 sein Amt später aufgeben. Er übernahm 1884 noch die in finanzielle Schieflage geratene Wabash, St. Louis and Pacific Railway (Wabash Railroad) und wirkte hier bis zur Aufspaltung der Gesellschaft 1887.
Neben seinen Aktivitäten als Eisenbahnmanager war er zwischen 1853 und 1855 beteiligt am Bau der ersten Schleusenanlage der Soo Locks am Saint Marys River sowie später kurzzeitig Präsident der Detroit Tribune und der Second National Bank of Detroit. Zudem sah er die Notwendigkeit für einen Tunnel unter dem Detroit River zwischen Detroit und Windsor in Kanada, der aber erst 1910 mit dem Michigan Central Railway Tunnel realisiert wurde.

## Politiker

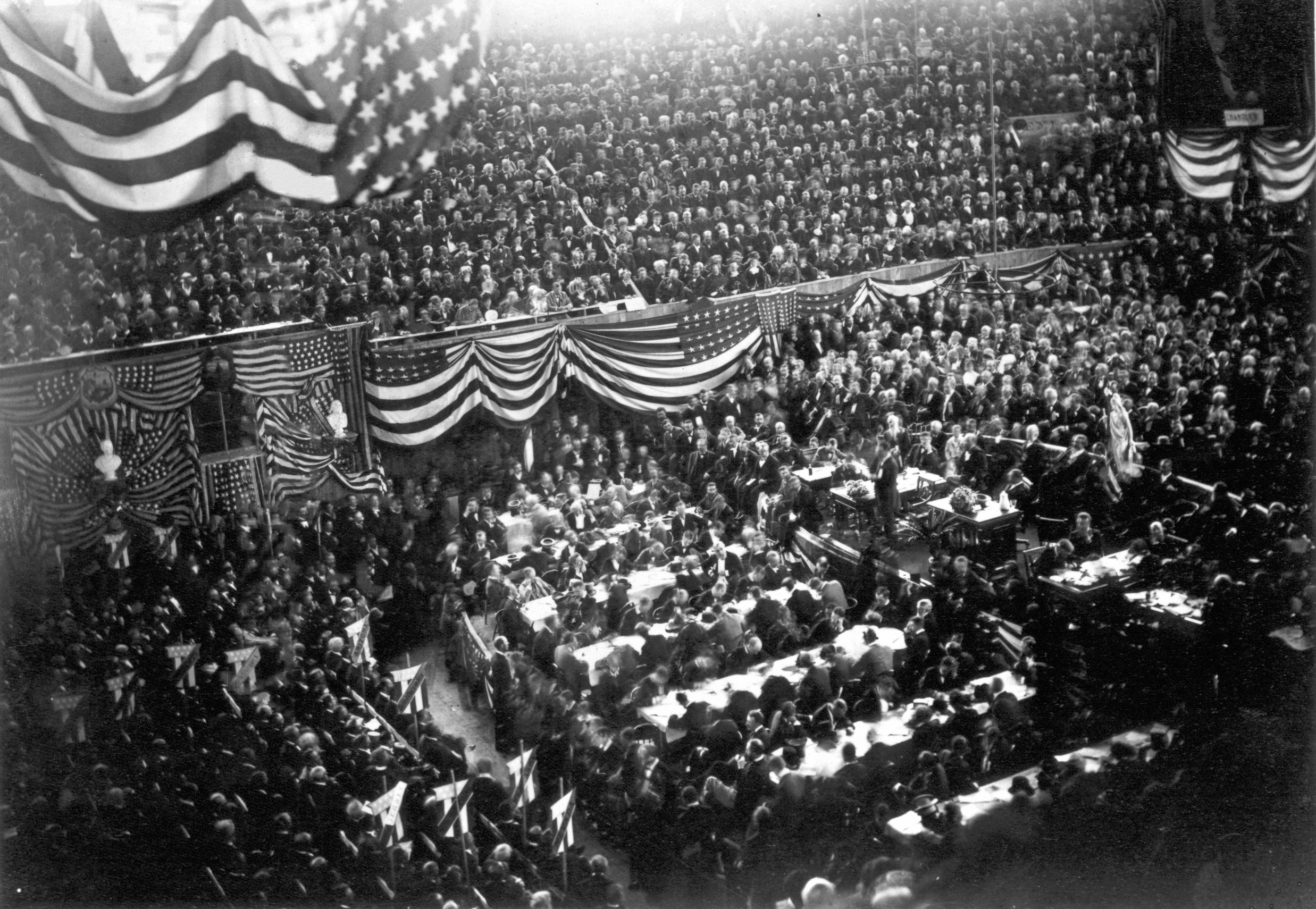
Die Republican National Convention 1880 in Chicago

Joy war schon früh politisch engagiert und wurde bereits 1838 School Inspector der Stadt Detroit. Er war Mitglied der United States Whig Party, der Free Soil Party sowie später der Republikanischen Partei und war starker Unterstützer seines Parteifreunds und Anwaltskollegen Abraham Lincoln, der 1860 zum 16. Präsidenten der Vereinigten Staaten gewählt wurde. Im Folgejahr zog Joy als Abgeordneter ins Repräsentantenhaus von Michigan ein und war während seiner Amtszeit vom 1. Januar 1861 bis zum 31. Dezember 1862 auch Floor Leader of the House. Als Delegierter von Michigan hielt er 1880 auf der Republican National Convention in Chicago die Nominierungsrede für James G. Blaine, der aber dem später zum 20. Präsidenten der Vereinigten Staaten gewählten James A. Garfield unterlag. Von 1882 bis 1886 war er zudem Mitglied des Board of Regents der University of Michigan.

## Familie

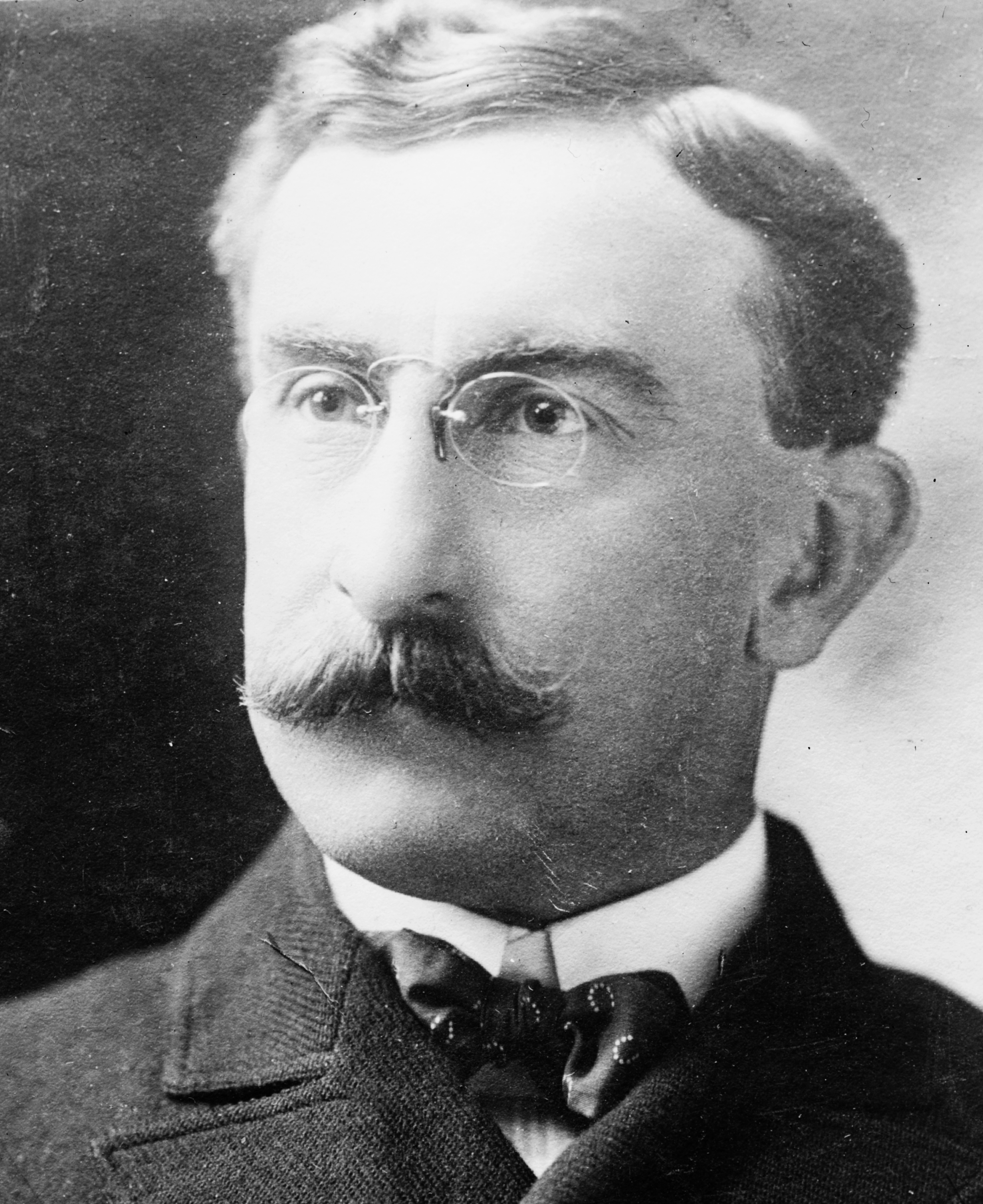
Henry Bourne Joy (1864–1936)

James F. Joy heiratete 1841 Martha Alger Reed aus Massachusetts, mit der er später vier Kinder hatte, die aber schon 1850 verstarb. Er heiratete 1860 erneut und hatte mit Mary Bourn aus Connecticut drei weitere Kinder. Seine zweite Frau starb 1890 und James Frederick Joy sechs Jahre später in Detroit am 24. September 1896. Sein Sohn Henry Bourne Joy (1864–1936) leitete später die Packard Motor Car Company und beschäftigte sich hier unter anderem mit der Entwicklung von Flugzeugmotoren, woraus später die Liberty-Motoren hervorgingen. Weiterhin war er zusammen mit Carl Graham Fisher treibende Kraft bei der Errichtung des transkontinentalen Lincoln Highway zwischen New York City und San Francisco.